# 西非足球聯會
西非足球聯會（英語：West Africa Football Union，簡稱WAFU）是一個管理西非洲足球事務的組織，於1995年塞內加爾以隸屬非洲足球協會下西部A區和B區的國家設立一個定期舉辦的賽事而成立。
西非洲足球聯會現時舉辦有國家級的西非國家盃（WAFU Nations Cup）和西非U20足球錦標賽（WAFU U-20 Championship），球會級的西非球會錦標賽（West African Club Championship），及主辦西非年度最佳足球運動員（West African Footballer of the Year）選舉。

## 會員國
以下是16個附屬於西非洲足球聯會的會員國及加入年份：
- （1975年）
- 布吉納法索（1975年）
- （1975年）
- （1975年）
- （1975年）
- （1975年）
- 几内亚（1975年）
- （1975年）
- 利比里亚（1975年）
- （1975年）
- 毛里塔尼亚（1975年）
- 尼日尔（1975年）
- 奈及利亞（1975年）
- 塞内加尔（1975年）
- （1975年）
- 多哥（1975年）

## 外部連結
- 聯會官網